# Dudás Gyula (labdarúgó)
Dudás Gyula (Budapest, 1902. január 7. – 1956. július 7. előtt) válogatott labdarúgó, hátvéd.

## Pályafutása

### A válogatottban
1925 és 1932 között 20 alkalommal szerepelt a válogatottban.

## Sikerei, díjai
- Magyar bajnokság
  - bajnok: 1929–30, 1930–31, 1932–33
  - 2.: 1931–32, 1933–34
  - 3.: 1928–29
- Magyar kupa
  - döntős: 1933
- Közép-európai kupa (KK)
  - győztes: 1929
- Bajnokok Tornája
  - győztes: 1930

## Statisztika

### Mérkőzései a válogatottban
| Magyarország | Magyarország         | Magyarország                    | Magyarország  | Magyarország | Magyarország  | Magyarország | Magyarország | Magyarország |
| #            | Dátum                | Helyszín                        | Hazai         | Eredmény     | Vendég        | Kiírás       | Gólok        | Esemény      |
| ------------ | -------------------- | ------------------------------- | ------------- | ------------ | ------------- | ------------ | ------------ | ------------ |
| 1.           | 1925. október 11.    | Prága, Sparta-pálya             | Csehszlovákia | 2 – 0        | Magyarország  | barátságos   | -            |              |
| 2.           | 1925. november 8.    | Budapest, Üllői úti pálya       | Magyarország  | 1 – 1        | Olaszország   | barátságos   | -            |              |
| 3.           | 1926. február 14.    | Brüsszel, Daring Club-pálya     | Belgium       | 0 – 2        | Magyarország  | barátságos   | -            |              |
| 4.           | 1926. május 2.       | Budapest, Hungária körúti pálya | Magyarország  | 0 – 3        | Ausztria      | barátságos   | -            |              |
| 5.           | 1927. április 10.    | Budapest. Üllői úti pálya       | Magyarország  | 3 – 0        | Jugoszlávia   | barátságos   | -            |              |
| 6.           | 1927. szeptember 25. | Zágráb                          | Jugoszlávia   | 5 – 1        | Magyarország  | barátságos   | -            |              |
| 7.           | 1929. február 24.    | Párizs                          | Franciaország | 3 – 0        | Magyarország  | barátságos   | -            |              |
| 8.           | 1930. április 13.    | Bázel                           | Svájc         | 2 – 2        | Magyarország  | barátságos   | -            | 75'          |
| 9.           | 1931. április 12.    | Budapest, Hungária körúti pálya | Magyarország  | 6 – 2        | Svájc         | Európa-kupa  | -            |              |
| 10.          | 1931. május 3.       | Bécs, Hohe Warte                | Ausztria      | 0 – 0        | Magyarország  | Európa-kupa  | -            |              |
| 11.          | 1931. szeptember 20. | Budapest, Üllői úti pálya       | Magyarország  | 3 – 0        | Csehszlovákia | barátságos   | -            |              |
| 12.          | 1931. október 4.     | Budapest, Hungária körúti pálya | Magyarország  | 2 – 2        | Ausztria      | Európa-kupa  | -            |              |
| 13.          | 1931. november 8.    | Budapest, Üllői úti pálya       | Magyarország  | 3 – 1        | Svédország    | barátságos   | -            |              |
| 14.          | 1931. december 13.   | Torino, Campo Torino            | Olaszország   | 3 – 2        | Magyarország  | Európa-kupa  | -            |              |
| 15.          | 1932. február 19.    | Kairó                           | Egyiptom      | 0 – 0        | Magyarország  | barátságos   | -            |              |
| 16.          | 1932. március 20.    | Prága, Sparta-pálya             | Csehszlovákia | 1 – 3        | Magyarország  | barátságos   | -            |              |
| 17.          | 1932. május 8.       | Budapest, Hungária körúti pálya | Magyarország  | 1 – 1        | Olaszország   | Európa-kupa  | -            |              |
| 18.          | 1932. június 19.     | Bern                            | Svájc         | 3 – 1        | Magyarország  | Európa-kupa  | -            |              |
| 19.          | 1932. szeptember 18. | Budapest, Üllői úti pálya       | Magyarország  | 2 – 1        | Csehszlovákia | Európa-kupa  | -            |              |
| 20.          | 1932. október 2.     | Budapest, Üllői úti pálya       | Magyarország  | 2 – 3        | Ausztria      | barátságos   | -            |              |
|              | Összesen             |                                 |               | 20           | mérkőzés      |              | 0            | gól          |